# 白勢文三郎
白勢 文三郎（しろせ ぶんざぶろう、1869年7月4日〈明治2年5月25日〉 - 没年不明）は、日本の実業家。新発田倉庫取締役、同監査役。新発田銀行専務取締役。族籍は新潟県平民。

## 人物
新潟県北蒲原郡金塚村出身。白勢友彌の兄。兄・長衛や弟・友彌は大地主で、農業を営み新潟県多額納税者であった。1911年、分かれて一家を創立した。銀行会社の重役であった。住所は新潟県北蒲原郡新発田町。

## 家族・親族
白勢家
- 妻・カホル（1881年 - ?、新潟、白勢要太の長女）[1][4]
- 男・益雄（1899年 - ?）[1]
- 女・エクヨ（1897年 - ?）[1]
- 二女・マツミ（1901年 - ?）[1]
- 三女・ヨシミ（1902年 - ?）[1]
- 四女・スマコ（1904年 - ?）[1]
- 五女・ツネ（1908年 - ?）[1]

親戚
- 二宮孝順（大地主、農業、新潟県多額納税者）